# Desencontro
Desencontro foi um evento brasileiro de cultura digital organizado na cidade de Fortaleza, CE. Idealizado pelo advogado e empresário Emerson Damasceno, a primeira edição do Desencontro foi realizada em abril de 2011, reunindo na capital cearense jornalistas, blogueiros, publicitários e personalidades da internet como Felipe Neto, Kéfera Buchmann, Ricardo Freire, Bob Fernandes e Rosana Hermann.
Em texto no site do evento, Emerson explicou a razão do nome:
O termo Desencontro surgiu como uma ironia ao fato de reunirmos em Fortaleza, fugindo ao circuito tradicional de mídias sociais, alguns dos melhores nomes do Brasil. Também foi para retirar o formato sério e tradicional da maioria dos encontros. Reunir, no Desencontro, diferentes tendências e tribos, unidos por um fio condutor peculiar: as mídias sociais. O respeito à diversidade de pensamentos é a tônica do Desencontro em sua primeira edição. 
Após a repercussão positiva da primeira edição, o Desencontro voltou a ser realizado em março de 2012, sendo descrito pelo jornal Gazeta do Povo como o "maior evento de mídias sociais do Nordeste."  Matéria na Folha de S. Paulo destacou os números da segunda edição: "Foram 122 palestrantes (89 deles de fora do Ceará) em 40 atividades diversas (entre painéis de discussão, workshops, apresentações musicais e números de comédia stand-up), tudo girando em torno das mídias sociais e da cultura digital. Mais de 25 mil tuítes mencionam o Desencontro, e 3.000 pessoas circularam por lá no decorrer dos três últimos dias de março."

## Edições
| Ano  | Data             | Local                     | Participantes de destaque |
| ---- | ---------------- | ------------------------- | --- |
| 2011 | 1 e 2 de abril   | Marina Park Hotel         | Bia Granja, Bob Fernandes, Bob Wollheim, Edney Souza, Eduardo Mendes (@EduTestosterona), Felipe Neto, Izzy Nobre, Jurandir Filho, Leandro Santos (@MussumAlive), Luide Matos, Lucas Brito (@LucasFamaPop), Lia Camargo, Mauricio Cid, Mirian Bottan, PC Siqueira, Pedro Porto, Preto Zezé, Renê Silva, Ricardo Freire, Rosana Hermann, Tessália Serighelli (@tessalia).                                        |
| 2012 | 29 a 31 de março | Hotel Vila Galé Fortaleza | Alex Primo, Alexandre Inagaki, Bruna Vieira, Caio Novaes (@Brogui), Caio Túlio Costa, Cauê Moura, Clara Averbuck, Cris Guerra, Falcão, Flávia Durante, Guilherme Valadares (Papo de Homem), Gustavo Braun, Ian Black, Kéfera Buchmann, Marcel Leonardi, Marcos & Matheus Castro, Marina Santa Helena, Martha Gabriel, Maurício Ricardo, Nick Ellis, Pablo Peixoto, PH Santos, Pietra Príncipe, Tiago Cordeiro. |